# Cervo (Italia)
Cervo (Sêrvu in ligure) è un comune italiano di 1 067 abitanti della provincia di Imperia in Liguria. Il comune fa parte del circuito dei borghi più belli d'Italia.

## Geografia fisica
Il territorio di Cervo è ubicato nel tratto finale del torrente Cervo, lungo la valle Steria che risulta circoscritta, a nord e verso levante, dalla valle del torrente Merula, nella provincia savonese, e dal bacino dell'Evigno lungo il versante opposto. Assieme ad altri sette comuni è compreso nel comprensorio del Golfo dianese.
Il nucleo storico cervese, completamente ristrutturato salvaguardando le caratteristiche originarie del borgo, sorge sulle pendici delle colline di fronte al mare. Tra i rilievi collinari il Colle di Cervo (324 m) e il Colle Castellareto (211 m).

## Storia

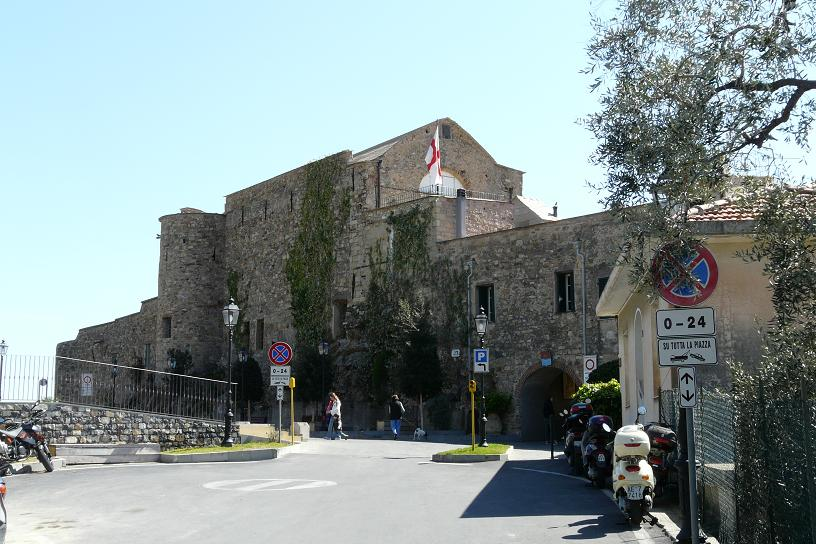
Il castello dei Clavesana

Secondo alcune fonti storiche locali il toponimo Cervo deriverebbe dalla parola latina Servo, ossia "offrire servizi", già presente su alcune insegne o tavole risalenti all'Impero romano. L'attuale denominazione si ebbe nel tardo Cinquecento con il passaggio dalla lingua latina al volgare.
Abitato dall'età preistorica dai Liguri Ingauni, a seguito della conquista della Liguria nel 181 a.C. da parte delle legioni romane, il primitivo borgo di Cervo divenne un importante centro storico grazie alla sua posizione elevata e alla presenza di alcune sorgenti. Caduto l'Impero romano d'Occidente nel 476, dopo vari saccheggi e devastazioni perpetrati da orde barbariche, sul territorio cervese e circostante s'insidiarono i Bizantini che incentivarono la ripresa sociale ed economica, e costruirono fortificazioni lungo i valichi e sulla costa; a questo periodo risalirebbe la torre ancora oggi visibile in cima all'abitato di Cervo.
Assalti pirateschi saraceni interessarono questa zona del Ponente Ligure tra la fine del IX e la prima metà del X secolo, devastazioni che costrinsero numerosi abitanti della costa a trovare rifugio presso i primi nuclei fortificati sulle colline. Nello stesso periodo il borgo di Cervo, in seguito allo smembramento dell'Impero carolingio, fu inserito nel Contado di Albenga all'interno della Marca Arduinica.

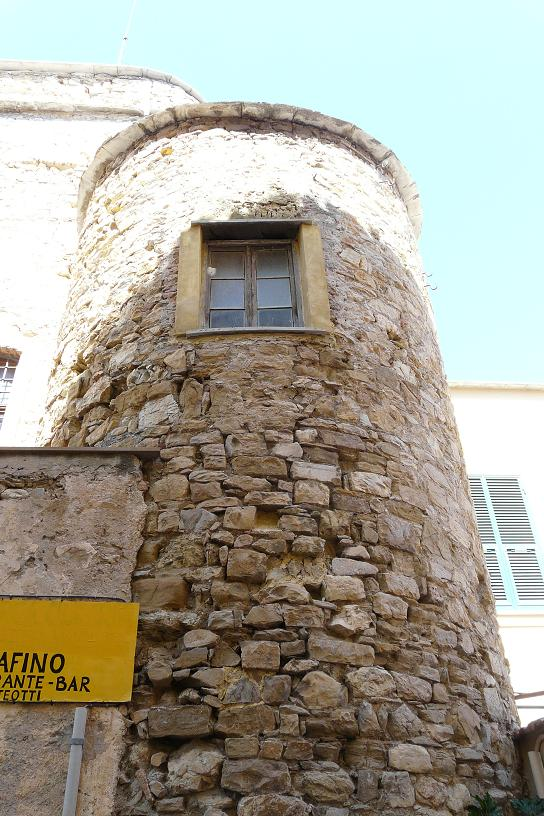
Scorcio del centro storico

Nel 1204 si proclamò libero comune sottoponendosi alla protezione della Repubblica di Genova e proprio quest'ultima assegnò, nel 1330, il feudo ai Cavalieri di Malta. L'anno seguente gli stessi cavalieri vendettero il borgo al marchese Lazzaro Doria. La proprietà fu in seguito conquistata dal marchese Enrico Del Carretto, discendente della famiglia Clavesana, e soltanto nel 1384 il feudo ritornò a essere dominio della repubblica genovese. Sì costituì pertanto una salda alleanza tra la popolazione e Genova, tanto che nel 1425 i Genovesi concessero a Cervo il diritto di eleggere propri podestà locali.
Subì nel XVI secolo, come altre località liguri sulla costa, improvvisi sbarchi dei pirati saraceni, attratti dai notevoli traffici commerciali cervesi del corallo; i pescatori locali si erano infatti specializzati in questo tipo di attività. Il corallo veniva pescato nei mari della Corsica e della Sardegna e da Cervo veniva riesportato per la lavorazione, che avveniva soprattutto a Genova e Livorno.
Caduta la Repubblica di Genova, la nuova municipalità di Cervo rientrò dal 2 dicembre 1797 nella Repubblica Ligure. Dal 28 aprile 1798 fece parte del V cantone, come capoluogo, della Giurisdizione del Capo delle Mele e dal 1803 centro principale della Giurisdizione degli Ulivi. Annesso al Primo Impero francese dal 13 giugno 1805 al 1814 fu inserito nel Dipartimento di Montenotte.
Nel 1815 Cervo fu inglobato nel Regno di Sardegna, così come stabilì il Congresso di Vienna del 1814, e successivamente nel Regno d'Italia dal 1861. Dal 1859 al 1926 il territorio fu compreso nel II mandamento di Diano Marina del circondario di Porto Maurizio facente parte della provincia di Porto Maurizio (poi provincia di Imperia, dal 1923).
Il regio decreto n. 2769 del 6 dicembre 1923 stabilì la soppressione della municipalità cervese in favore del suo accorpamento nel comune di Diano Marina; un successivo regio decreto - il n. 1533 del 7 agosto 1925 - decretò la ricostituzione del comune di Cervo. Al 1947 risalgono gli ultimi aggiustamenti al territorio comunale cervese con la ricostituzione dei due comuni di San Bartolomeo del Cervo (dal 1968, San Bartolomeo al Mare) e di Villa Faraldi.
Dal 2014 al 2024 ha fatto parte dell'Unione dei comuni del Golfodianese e i suoi Borghi.

### Simboli
Stemma
Lo stemma è stato concesso con regio decreto del 18 dicembre 1881.
Gonfalone

## Monumenti e luoghi d'interesse

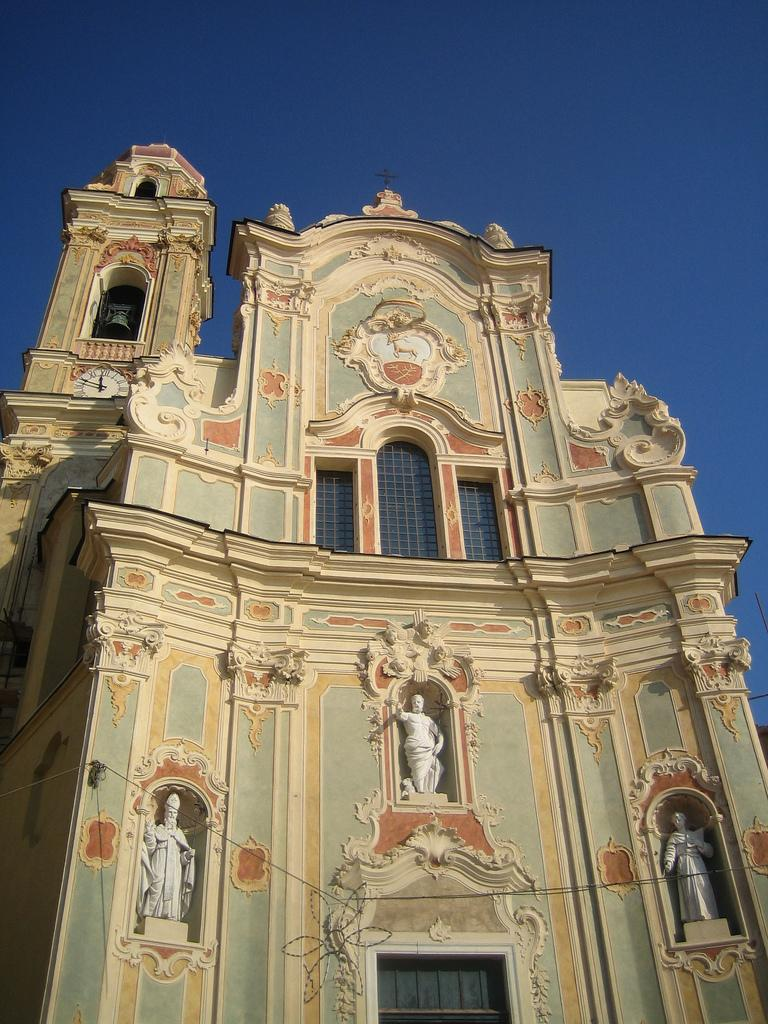
La chiesa parrocchiale di San Giovanni Battista nel centro storico

### Architetture religiose
- Chiesa parrocchiale di San Giovanni Battista nel centro storico. Conosciuta come la "chiesa dei Corallini" perché eretta anche grazie ai proventi della pesca del corallo, fu costruita tra i secoli XVII e XVIII.
- Chiesa di San Nicola da Tolentino nel capoluogo. Secondo alcuni studi la sua costruzione primitiva fu eretta sulle rovine di un antico tempio pagano.
- Ex oratorio di Santa Caterina d'Alessandria nel centro storico, eretto nel XIII secolo quale chiesa parrocchiale del borgo. Si presenta con una costruzione a unica navata di architettura romanica.
- Ex oratorio di San Carlo nel centro storico. Sconsacrato e adibito ad altri usi, fu rivisto nel 1645 quando la struttura fu rivista nello stile dorico e corinzio.
- Ex oratorio di San Sebastiano, non più presente ma probabilmente ubicato presso la foce del torrente Steria. L'edificio religioso fu citato, quindi ancora esistente, in un documento del XVII secolo.

### Architetture civili
- Palazzo Morchio. La sua costruzione risale al XVII secolo presentandosi come il classico palazzo in stile genovese, arricchito da un portale in ardesia. L'edificio fu fatto erigere dal senatore della Repubblica di Genova Falcone Morchio, famiglia del borgo cervese fin dal XIII secolo. Oggi il palazzo è sede del municipio.
- Palazzo del Duca. Il palazzo, detto semplicemente Palazzo Duca, fu costruito nel XIX secolo e presenta sotto l'ampio porticato un lastricato costituito da piccoli ciottoli in pietra marini, tipica pavimentazione di alcune ville e palazzi signorili della Liguria.
- Palazzo Viale-Citati. Conosciuto anche come Palazzo del Vento, fu un'elegante residenza di una delle famiglie più importanti di Cervo, attive nel settore marinaro. Costruito nel XVIII secolo è arricchito da affreschi del pittore Francesco Carrega di Porto Maurizio. Dal 2004 il piano nobile di palazzo Viale è stato dichiarato casa comunale e sede - su richiesta - per celebrazioni di matrimoni civili.

### Architetture militari

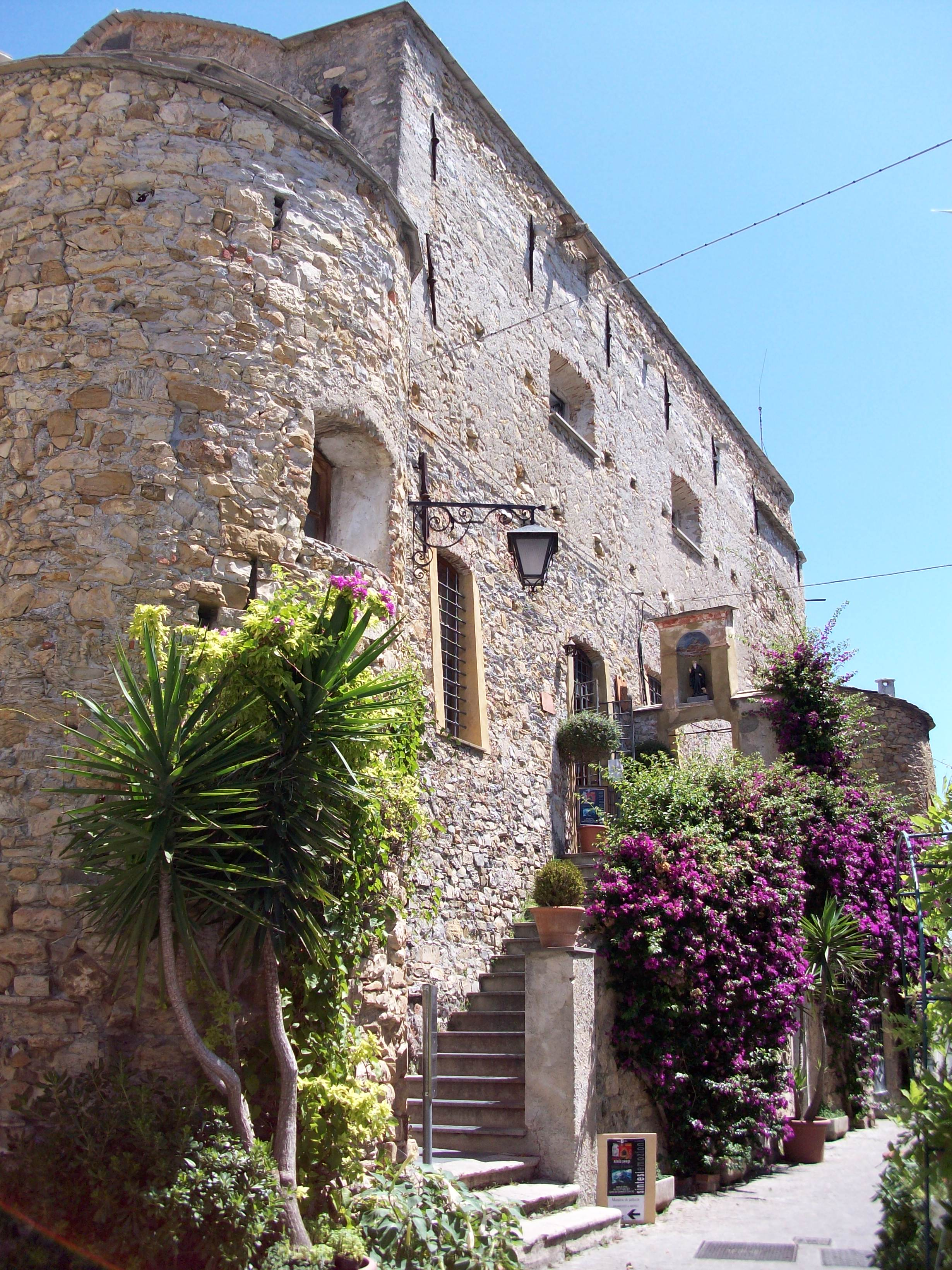
Il castello dei Clavesana, sede del museo etnografico del Ponente Ligure

- Castello dei Clavesana, alle spalle del centro storico cerviese, edificato dagli omonimi marchesi attorno al XIII secolo, inglobando nella costruzione un antecedente torre in stile romanico. Il castello è sede, tra gli altri usi, del museo etnografico del Ponente Ligure.
- Torre del Capo o di Sant'Antonio, sulla punta di capo Cervo. Edificata verso la metà del XVII secolo, la torre fungeva da controllo anti saraceno di quel tratto di costa che va da capo Berta a capo Mele. Parzialmente demolita, i ruderi della torre rilevano ancora la sua forma circolare, alta circa due metri, che si ergono tra la folta vegetazione del capo.

## Società

### Evoluzione demografica

Il panorama in una cartolina illustrata dei primi anni sessanta

Abitanti censiti

### Etnie e minoranze straniere
Secondo i dati Istat al 31 dicembre 2019, i cittadini stranieri residenti a Cervo sono 119, così suddivisi per nazionalità, elencando per le presenze più significative:
1. Albania, 40

## Cultura

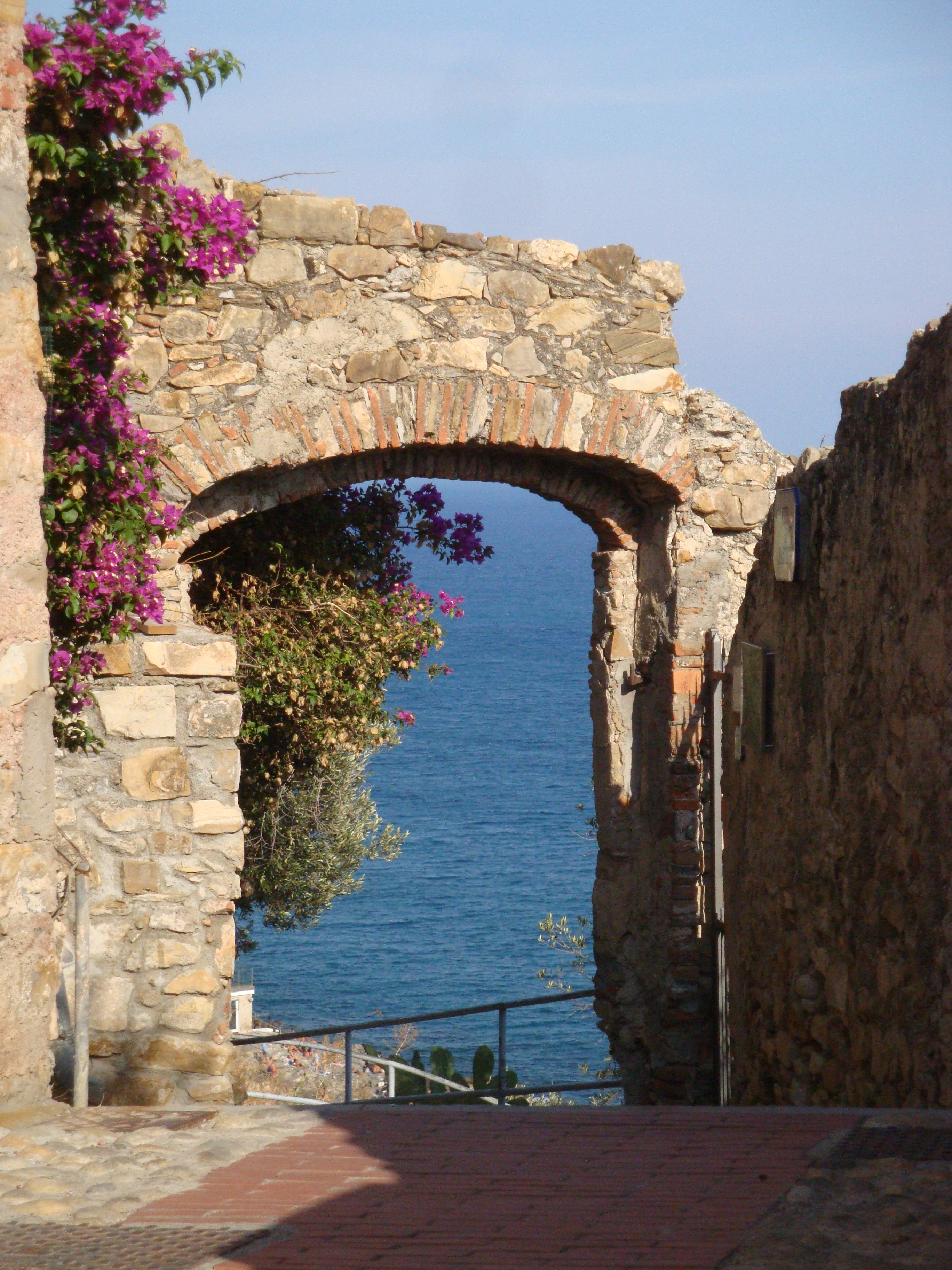
Un arco sul mare

### Istruzione

#### Musei
- Museo etnografico del Ponente Ligure "Franco Ferrero".[15] Le sale del museo, dedicate all'etnografia della Riviera di Ponente, sono ubicate presso alcuni locali del castello dei Clavesana. L'esposizione museale, allestita negli anni ottanta del Novecento, presenta quotidiane scene di vita del XIX secolo relative all'artigianato, all'agricoltura, alla marineria e alla casa, con particolari attrezzi animati da manichini vestiti con costumi dell'epoca.

### Eventi
- "Festival internazionale di musica da camera di Cervo", fondato nel 1964 da Sándor Végh, violinista ungherese, che intuendo la potenzialità acustiche della centrale piazza dei Corallini, sovrastata dalla chiesa parrocchiale di San Giovanni con la facciata concava, diede avvio al festival che si svolge ogni anno in luglio e agosto con concerti serali all'aperto di musica classica e musicisti provenienti da tutto il mondo, tra cui negli anni, Arturo Benedetti Michelangeli, Maurizio Pollini, Nikita Magaloff, Martha Argerich, Aldo Ciccolini, Alexis Weissenberg, Jörg Demus, Jeffrey Swann, Paul Badura-Skoda, François-Joël Thiollier, Sándor Végh, Yehudi Menuhin, Uto Ughi, Salvatore Accardo, Leonid Borisovič Kogan, Severino Gazzelloni, Jean-Pierre Rampal, Stefano Bollani, le sorelle Katia e Marielle Labèque.
- Accademia Internazionale Estiva,[16] fondata nel 1988 dal maestro Arnulf von Arnim,[17][18] che si tiene tutti gli anni a settembre con corsi di perfezionamento nei vari strumenti ad arco, pianoforte e canto. Negli anni di attività ha attirato musicisti di massimo livello da tutto il mondo, con docenti tra cui David Geringas,[19] Ulf Hoelscher,[20] Paul Rosenthal,[21] Ian Fountain[22] e allievi che si sono in seguito affermati come esecutori d'eccezione, tra cui Sol Gabetta, Marie-Claudine Papadopoulos,[23] Alexandre Vay,[24] e dozzine di altri giovani.
- "Festival di Pasqua di Cervo": dal 2008 un'accademia di perfezionamento musicale di musica da camera ideata e diretta dal pianista Roberto Issoglio[25] con l'Associazione Mozart Italia[26] porta a Cervo, nella settimana di Pasqua, decine di giovani musicisti di ogni Paese che si perfezionano con docenti di fama internazionale e che hanno la possibilità di suonare con loro durante quattro concerti presso l'oratorio di Santa Caterina.
- "Cervo Chamber Music".[27]  Concerti di musicisti internazionali, prove aperte al pubblico e registrazione di concerti nell'oratorio di Santa Caterina. Fondato nel 2012 dal violoncellista olandese Karel Bredenhorst.[28] Concerti a Pasqua, giugno, settembre e dicembre.

### Associazioni Culturali
- Associazione culturale "apolitica, aconfessionale, senza scopo di lucro" "Ambrogio Viale" costituita a Cervo il 3 dicembre 2005 per presentare il precursore della scuola romantica, detto il "solitario delle Alpi", scrittore, poeta, intellettuale nato e deceduto a Cervo (3 dic. 1769 - 4 feb. 1805), fervente sostenitore della Repubblica Ligure, membro dell'Istituto Nazionale di Genova per la filosofia, la letteratura e le belle Arti.[29][30]

## Geografia antropica

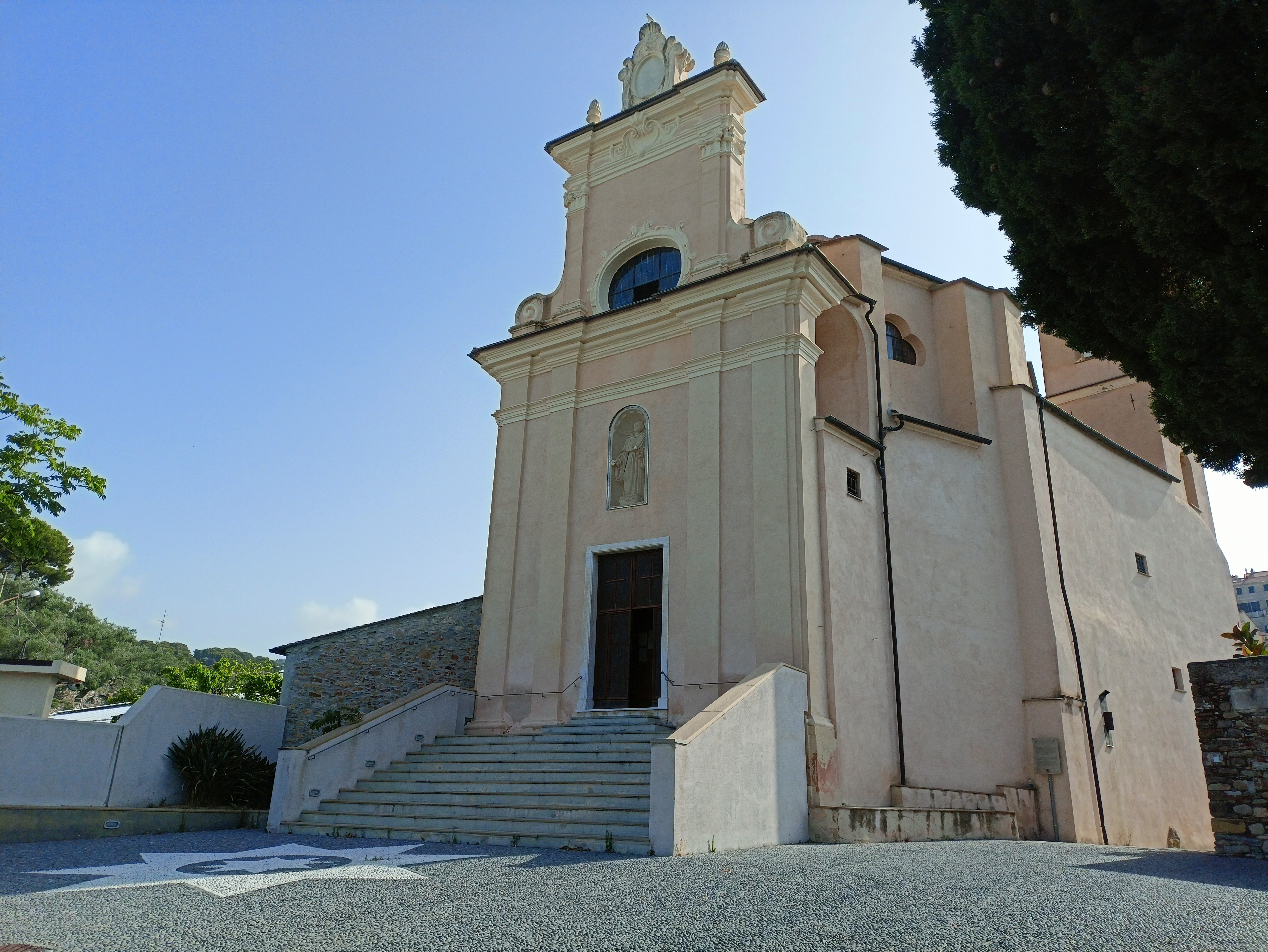
La chiesa di San Nicola da Tolentino

Il territorio comunale di Cervo è costituito dal solo capoluogo per una superficie territoriale di 3,59 km².

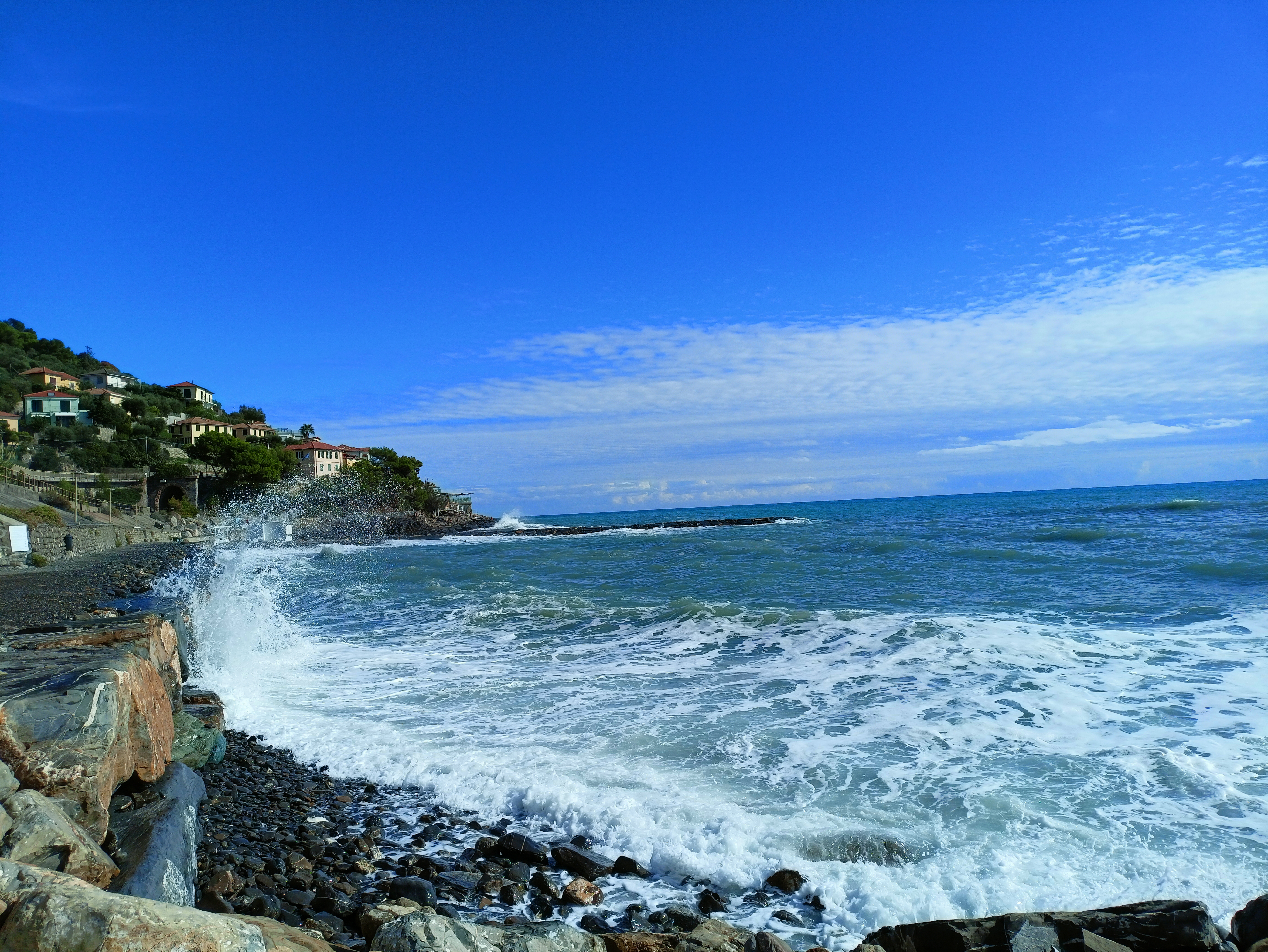
Il mare di Cervo durante una mareggiata autunnale

Confina a nord con il comune di Andora (SV), a sud-est è bagnato dal mar Ligure e a ovest con San Bartolomeo al Mare.

## Economia
La principale risorsa economica del comune è l'attività legata al turismo, specie nel periodo estivo, e all'agricoltura, grazie alla discreta produzione di olio di oliva. Vengono inoltre prodotti locali vini quali il Pigato e il Vermentino. Il comune fa parte dell'associazione I borghi più belli d'Italia.

## Infrastrutture e trasporti

### Strade
Il territorio di Cervo è attraversato dalla strada statale 1 Via Aurelia che permette il collegamento stradale con Andora, a est, e con San Bartolomeo al Mare a ovest.

### Ferrovie
Cervo era dotata di una stazione ferroviaria, condivisa con San Bartolomeo al Mare, sulla linea ferroviaria Ventimiglia-Genova nel tratto locale compreso tra Ventimiglia e Savona. La fermata è stata dismessa nel dicembre 2016 con l'entrata in funzione della variante a doppio binario tra Andora e San Lorenzo al Mare.

## Amministrazione

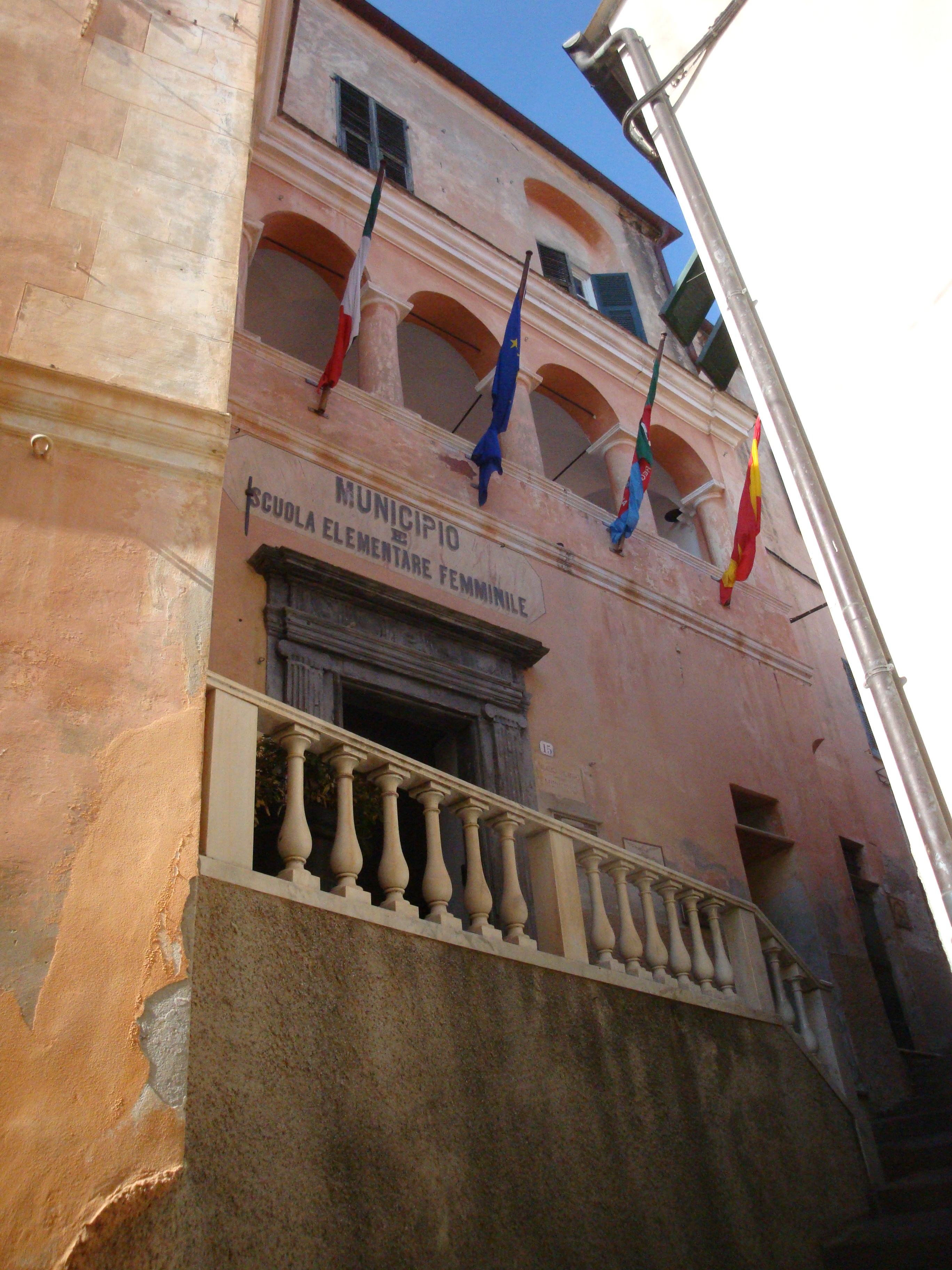
Il municipio

| Periodo        | Periodo        | Primo cittadino     | Partito                                         | Carica  | Note |
| -------------- | -------------- | ------------------- | ----------------------------------------------- | ------- | ---- |
| 1818           | 1829           | Tommaso Viale       |                                                 | Sindaco |      |
| 1836           | 1842           | Giuseppe Calvo      |                                                 | Sindaco |      |
| 1881           | 1904           | Francesco Calvo     |                                                 | Sindaco |      |
| nd             | nd             | Alessandro Ferri    |                                                 | Sindaco |      |
| nd             | 1924           | Federico Rittore    |                                                 | Sindaco |      |
| 10 luglio 1985 | 9 giugno 1990  | Teresio Vigo        | Partito Comunista Italiano                      | Sindaco |      |
| 7 luglio 1990  | 24 aprile 1995 | Teresio Vigo        | Partito Comunista Italiano                      | Sindaco |      |
| 24 aprile 1995 | 14 giugno 1999 | Teresio Vigo        | lista civica di centro-sinistra                 | Sindaco |      |
| 14 giugno 1999 | 14 giugno 2004 | Vittorio Desiglioli | lista civica                                    | Sindaco |      |
| 14 giugno 2004 | 8 giugno 2009  | Vittorio Desiglioli | lista civica                                    | Sindaco |      |
| 8 giugno 2009  | 25 maggio 2014 | Gian Paolo Giordano | Albero d'ulivo con raccoglitrice (lista civica) | Sindaco |      |
| 25 maggio 2014 | 26 maggio 2019 | Gian Paolo Giordano | Vivi Cervo (lista civica)                       | Sindaco |      |
| 27 maggio 2019 | 10 giugno 2024 | Natalina Cha        | Insieme per Cervo (lista civica)                | Sindaco |      |
| 10 giugno 2024 | in carica      | Natalina Cha        | Insieme per Cervo (lista civica)                | Sindaco |      |

### Gemellaggi
Cervo è gemellata con:
- Pilón, dal 2002
- Cervo, dal 2008

## Sport

### Calcio
- A.S.D. San Bartolomeo Cervo, militante nel campionato di Seconda Categoria. Società di calcio di San Bartolomeo al Mare, gioca le partite casalinghe al "Comunale" di Cervo.